# Lightnin' Hopkins
Pour les articles homonymes, voir Hopkins.
 (novembre 2008).
Si vous disposez d'ouvrages ou d'articles de référence ou si vous connaissez des sites web de qualité traitant du thème abordé ici, merci de compléter l'article en donnant les références utiles à sa vérifiabilité et en les liant à la section « Notes et références ».
Sam Hopkins, connu sous le surnom Lightnin' Hopkins, né le 15 mars 1912 à Centerville et mort le 30 janvier 1982 à Houston, est un chanteur, compositeur et guitariste de blues texan.

## Biographie
Sam Hopkins est né à Warren's Bottom, enclave de Centerville au Texas, fils de Abe et Frances « Sims » Hopkins en 1912. Après la mort de son père en 1915, sa famille (sa mère et ses cinq frères et sœurs) déménagent pour Leona. Il s'initie très jeune à la musique, imitant ses frères Joel et John Henry : à huit ans, il confectionne sa première guitare avec une boîte de cigare et du grillage à poule pour les cordes et à dix ans, il commence à jouer avec son cousin, le chanteur de country blues Alger « Texas » Alexander, il quitte l’école et vit en errant. En 1920, il rencontre Blind Lemon Jefferson lors d'un rassemblement annuel de baptistes à Buffalo. Blind Lemon Jefferson l'encourage à continuer. Le 21 septembre 1928, il épouse Lacy Elamer, qui le rend père de Anna Mae, née le 28 août 1929.
Au milieu des années 1930, il reprend sa vie d'errances avec son cousin, est séparé de sa femme depuis quelque temps, et travaille dans un chain gang lors d'un séjour à la prison de Houston, la Houston County Prison Farm, ce qui l'oblige à mettre de côté la musique. À sa sortie de prison, il retrouve Alexander et se remet à jouer avec lui dans les clubs de blues. En 1946, il est découvert par Lola Anne Cullum du label Aladdin Records de Los Angeles qui l'enregistre pour la première fois. Il est associé pour l'occasion avec un pianiste du nom de Wilson « Thunder » Smith et c'est à la suite de cette association que Sam Hopkins reçoit son surnom Lightnin' (en anglais thunder signifie « tonnerre » et lightning « éclair »). Katie May, la chanson qui sort de cette première séance d'enregistrement, devient rapidement un succès.
Le talent d'Hopkins impressionne le label si bien qu'il est de nouveau appelé pour une nouvelle séance d'enregistrement en 1947. Par la suite, Hopkins enregistre 43 autres fois pour Aladdin Records. Bien qu'il enregistre de façon prolifique entre 1946 et 1954, la plupart de ses enregistrements ne sortent pas de la communauté noire. Il lui faut attendre 1959 et sa rencontre avec le producteur Sam Charters pour que sa musique devienne populaire auprès du public blanc. Hopkins se tourne alors vers une guitare acoustique et devient une célébrité lors du renouveau du folk blues des années 1960. À la fin de cette décennie, il fait l'ouverture de grands groupes de rock psychédélique comme le Grateful Dead et Jefferson Airplane. En 1968, il enregistre même un album accompagné par le groupe de rock 13th Floor Elevators.
Au début des années 1970, son succès l'amène à faire une tournée en Europe où il joue pour la reine Élisabeth II. Après 1974, sa santé fragile le contraint à s'éloigner des studios d'enregistrement.
Lightnin' Hopkins meurt le 30 janvier 1982 d'un cancer de l'œsophage à Houston. Ses funérailles réunissent plus de 4 000 personnes dont de nombreux fans et musiciens.

## Musique

### Enregistrements et discographie
Lightnin' Hopkins a enregistré plus de 85 disques.
Parmi ses plus grands succès, on peut citer : Katie May, Baby please don't go (chanson de Big Joe Williams), Shotgun Blues, Abilene et Short Haired Woman ainsi que son chef-d'œuvre Mojo Hand.
Bien qu'il soit un joueur de blues plutôt solitaire, son album avec Sonny Terry Last Night Blues fut un grand succès.
Il est classé par le magazine Rolling Stone à la 71e place de son classement des 100 plus grands guitaristes de tous les temps en 2003.

### Style
Lors de ses premiers enregistrements pour Aladdin Records, on peut l'entendre chantant et jouant seul à la guitare acoustique, parfois accompagné par le piano de Wilson « Thunder » Smith, dans un style d'apparence simple et assez épuré.
Par la suite, Lightnin' Hopkins développe un jeu à la guitare électrique se faisant accompagner par une section rythmique complète avant de revenir à la guitare acoustique lors du renouveau du folk blues des années 1960.

### Influence
Hopkins a eu une grande influence sur le travail de Jimmie Vaughan ainsi que sur la voix et le style de Ron « Pigpen » McKernan le clavier du Grateful Dead jusqu'en 1972.
Par ailleurs, le groupe de rock R.E.M. inclut dans leur album Document de 1987 une chanson dont le titre est Lightnin' Hopkins.

## Film
En 1969, Lightnin' Hopkins est le sujet principal d'un documentaire qui remporte le prix du meilleur documentaire au festival de Chicago en 1970 :
- The Blues Accordin' to Lightnin' Hopkins (1969). Réalisé par Les Blank et Skip Gerson. Flower Films & Video.  (ISBN 0-933621-04-3).